# حجرة مظلمة

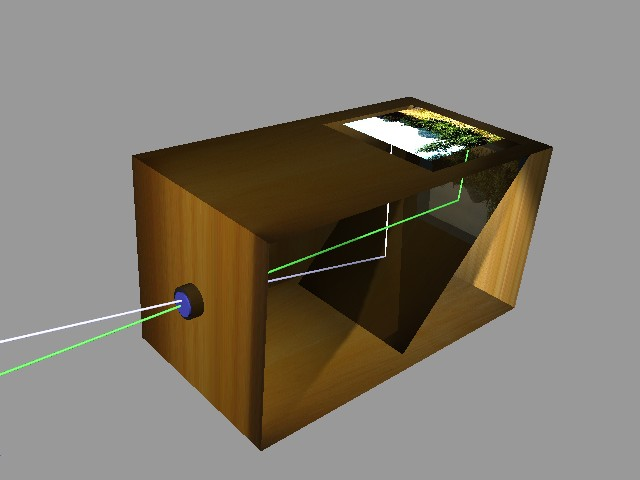
الكاميرا المظلمة

 الحجرة المظلمة  (حجرة تصوير مظلمة) (باللاتينية: camera obscura) (بالإنجليزية: dark room)‏ هي جهاز بصري يعرض صورة للمناطق المحيطة بالكاميرا على شاشة. تستخدم في الرسم والترفيه، وكانت واحدة من الاختراعات التي أدت إلى التصوير. الجهاز يتكون من غرفة أو مربع مع وجود ثقب في جانب واحد، يمر الضوء من مصدر خارجي عبر ثقب، وليصطدم بسطح داخلي حيث تظهر إسقاط الصورة مقلوبًا علي السطح. يمكن عرض الصورة على الورق، ثم إعادة نسخها بدقة عالية.
صنعت أول كاميرا مظلمة قديمًا، على يد ابن الهيثم، الذي قام بالتجارب العملية في علم البصريات ودونها في كتابه المناظر. وفي القرن الثامن عشر، وباستخدام المرايا، أمكن جعل الصورة المعروضة معدولة. ثم تم تطوير نوع آخر يمكن حمله، على هيئة صندوق به مرآة مائلة تسقط الصورة على ورق شفاف موضوع على السطح الزجاجي أعلى الصندوق، لتظهر الصورة معدولة عليها.
كلما كان الثقب أصغر، كلما كانت الصورة أكثر تحديدًا، ولكن تصبح الصورة باهتة، كما تصبح الصورة أسوأ أيضًا بسبب الحيود. في بعض الكاميرات المظلمة، تستخدم العدسات بدلاً من الثقب، لأنه تسمح بفتحة أكبر، مما يسمح بالسطوح ويحافظ على التركيز.